# Fernando Díaz de Haro

Escudo de la Casa de Haro.

Fernando Díaz de Haro (c. 1282 - después de 1322) Noble vizcaíno, hijo de Diego López V de Haro, señor de Vizcaya, y de su esposa, la infanta Violante de Castilla, se convirtió en señor de Orduña y Valmaseda en 1322, a la muerte de su hermano, Diego Díaz de Haro.

## Orígenes familiares
Hijo de Diego López V de Haro, y de su esposa, la infanta Violante de Castilla, era nieto por parte paterna de Diego López III de Haro, y de su esposa, Constanza de Bearne, y por parte materna de Alfonso X de Castilla  y de su esposa, la reina Violante de Aragón, hija de Jaime I de Aragón.

## Biografía
Se desconoce su fecha de nacimiento. Contrajo matrimonio en 1315 con María de Portugal, viuda de Tello Alfonso de Meneses e hija del infante Alfonso de Portugal. Ambos fundaron en 1315 el Monasterio de Santa Clara en Castrojeriz.
A la muerte de su hermano mayor, Lope Díaz de Haro, ocurrida en 1322, heredó los señoríos de Orduña y Valmaseda.
Se desconoce su fecha de defunción.

## Matrimonio y descendencia
Contrajo matrimonio en 1315 con María de Portugal, viuda de Tello Alfonso de Meneses e hija del infante Alfonso de Portugal. Fruto del matrimonio de ambos nacieron dos hijos:
- Diego López de Haro, señor de Orduña y Valmaseda y esposo de Juana de Castro, hija de Pedro Fernández de Castro "el de la Guerra", señor de Lemos y Sarria, y de Isabel Ponce de León. Con él tuvo a Pedro Díaz de Haro, último señor de Haro que murió en 1372 sin descendencia.
- Pedro López de Haro. Murió en su juventud sin dejar descendencia.